# Bigger (Sugarland)
Bigger è il sesto album in studio del gruppo musicale country statunitense Sugarland, pubblicato l'8 giugno 2018.

## Tracce
Testi e musiche di Jennifer Nettles e Kristian Bush eccetto dove indicato.
1. Bigger – 3:25
2. On a Roll – 3:01
3. Let Me Remind You – 3:45
4. Mother – 3:48
5. Still the Same – 3:38
6. Lean It On Back – 3:38
7. Babe (feat. Taylor Swift) – 3:35 (Swift, Patrick Monahan)
8. Bird in a Cage – 3:29
9. Love Me Like I'm Leaving – 5:26 (Bush, Nettles, Tim Owens)
10. Tuesday's Broken – 3:14
11. Not the Only – 4:53